# Scaptia inopinata
Scaptia inopinata är en tvåvingeart som beskrevs av David Fairchild och M. Josephine Mackerras 1977. Scaptia inopinata ingår i släktet Scaptia och familjen bromsar. Inga underarter finns listade i Catalogue of Life.